# چه می‌شود اگر...؟ (مجموعه تلویزیونی)
‌‌چی می‌شد اگه ... ؟ (به انگلیسی: ?...What If) یک سریال در حال پخش اینترنتی انیمیشنی آمریکایی در ژانر آنتولوژی است که ای سی بردلی برای دیزنی+ ساخته‌است، این سریال بر اساس مجموعه‌ای از مارول کامیکس به همین نام ساخته شده‌است. این سریال بررسی می‌کند که چه اتفاقی می‌افتد اگر لحظه‌های اصلی فیلم‌های دنیای سینمایی مارول (MCU) به گونه‌ای متفاوت اتفاق بیفتد. این سریال توسط مارول استودیوز ساخته شده‌است و اولین اثر انیمیشنی آن‌ها است. نویسنده و شورانر این سریال بردلی و کارگردان آن برایان اندروز است. پخش این سریال از ۱۱ اوت سال ۲۰۲۱ آغاز شد.
جفری رایت درنقش ناظر بازی می‌کند که راوی این سریال است. تا سپتامبر سال ۲۰۱۸، مارول استودیو در حال ساخت سریال‌های زیادی برای دیزنی + بود، و سریالی که قرار بود بر اساس چه می‌شود اگر ... ؟ ساخته شود، اولین بار در مارس ۲۰۱۹ گزارش شد. این سریال یک ماه بعد به‌طور رسمی معرفی شد و شخصیت‌های زیادی در این سریال قرار است توسط بازیگرانی که آن‌ها را در فیلم‌ها نقش آفرینی می‌کنند، بازیگری شوند
چی می‌شود اگه...؟ ، شامل ۱۸ قسمت، در قالب دو فصل ۹ قسمتی خواهد بود که یک اپیزود برای هر فیلم در «حماسه ابدیت» است

## زمینهٔ داستانی
این سریال پس از فصل ۱ سریال لوکی زمانی که خط‌های موازی مختلف ریشه گرفت اتفاق می‌افتد که اگر لحظات اصلی دنیای سینمایی مارول به‌طور متفاوتی رخ دهد چه اتفاقی می‌افتد.

## قسمت‌ها
| فصل | قسمت‌ها | قسمت‌ها | تاریخ اصلی پخش | تاریخ اصلی پخش |
| فصل | قسمت‌ها | قسمت‌ها | اولین بار      | آخرین بار      |
| --- | ------ | ------ | -------------- | -------------- |
| ۱   | ۹      | ۹      | ۱۱ اوت ۲۰۲۱    | ۶ اکتبر ۲۰۲۱   |
| ۲   | ۹      | ۹      | ۲۲ دسامبر ۲۰۲۳ | ۳۰ دسامبر ۲۰۲۳ |

‌فصل ۱ (۲۰۲۱)
| قسمت | نام                                                            | خلاصه داستان |
| ---- | -------------------------------------------------------------- | --- |
| ۱    | چه می‌شد اگر... کاپیتان کارتر اولین انتقام‌جو بود؟               | با مجروح شدن استیو راجرز، پگی کارتر به‌جای او اولین ابر سرباز جهان می‌شود.                                                             |
| ۲    | چه می شد اگر... تی‌چالا استار-لرد می‌شد؟                         | دزدان دریایی فضایی که با نام «یغماگران» شناخته می‌شوند، تی چالا را به‌جای پیتر کوییل می‌ربایند و او تبدیل به استار لرد می‌شود.           |
| ۳    | چه می‌شد اگر... جهان قدرتمندترین قهرمانان خود را از دست می‌داد؟  | نیک فیوری در تلاش برای جمع‌آوری انتقام‌جویان است اما تک تک آن‌ها توسط یک قاتل زنجیره‌ای ناشناس به قتل می‌رسند.                            |
| ۴    | چه می‌شد اگر... دکتر استرنج به جای دستانش قلبش را از دست می‌داد؟ | دکتر استرنج در یک تصادف به‌جای دستانش، دوست‌دختر خود، کریستین پالمر را از دست می‌دهد.                                                   |
| ۵    | چه می‌شد اگر... زامبی‌ها؟!                                       | درحالی‌که تعدادی از انتقام‌جویان به زامبی تبدیل می‌شوند، بقیه آن‌ها به‌دنبال راهی برای درمان می‌گردند.                                     |
| ۶    | چه می‌شد اگر... کیلمانگر، تونی استارک را نجات می‌داد؟            | یک سرباز آمریکایی به‌نام اریک کیلمانگر، تونی استارک را هنگام حمله به هاموی او در افغانستان نجات می‌دهد.                                |
| ۷    | چه می‌شد اگر... ثور تک فرزند بود؟                               | ثور که هرگز یاد نگرفته است چگونه یک قهرمان خوب باشد، یک مهمانی بین کهکشانی را بر روی زمین بر پا می‌کند اما اوضاع از کنترل خارج می‌شود. |
| ۸    | چه می‌شد اگر... اولتران پیروز می‌شد؟                             | ناتاشا رومانوف و هاکای در پی یک رویداد فاجعه بار به دنبال نابودی ربات قاتل، اولتران هستند.                                           |
| ۹    | چه می‌شد اگر... ناظر سوگند خود را می‌شکست؟                       | ناظر تیمی متشکل از قهرمانان جهان‌های چندگانه را گردهم می‌آورد تا با اولتراویژن مقابله کنند.                                            |

‌‌فصل ۲ (۲۰۲۳)
| قسمت | نام                                                                | خلاصه داستان |
| ---- | ------------------------------------------------------------------ | --- |
| ۱    | چه می‌شد اگر... نبیولا به سپاه نووا می‌پیوست؟                        | نبیولا هنگام پیوستن به سپاه نووا شروع به اثبات مهارت‌های کارآگاهی خود می‌کند.                                                        |
| ۲    | چه می‌شد اگر... پیتر کوییل به قدرتمندترین قهرمانان زمین حمله می‌کرد؟ | وقتی ایگو و پیتر کوییل جوان در سال ۱۹۸۸ م. به زمین حمله می‌کنند، هاوارد استارک و پگی کارتر یک تیم تشکیل می‌دهند.                     |
| ۳    | چه می‌شد اگر... هپی هوگان کریسمس را نجات می‌داد؟                     | هپی هوگان، زمانی که جاستین همر در طول جشن سالانه تعطیلات، برج انتقام‌جویان را محاصره می‌کند شروع به اثبات مهارت‌های قهرمانی خود می‌کند |
| ۴    | چه می‌شد اگر... مرد آهنی با استاد بزرگ برخورد می‌کرد؟                | |
| ۵    | چه می‌شد اگر... کاپیتان کارتر با هایدرا کوب می‌جنگید؟                | ماموریت کاپیتان کارتر برای نجات استیو راجرز او را در مسیر برخورد با دشمنان جدید قرار می‌دهد.                                        |
| ۶    | چه می‌شد اگر... کاهوری دنیا را تغییر داده بود؟                      | یک زن موهاک به آب های دریاچه ممنوعه می رود تا به نجات مردمش کمک کند.                                                               |
| ۷    | چه می‌شد اگر... هِلا ده‌حلقه را پیدا کرده بود؟                        | هِلا -سلب قدرت شده و تبعید شده به زمین- با منبع جدیدی از قدرت روبرو می شود: ده حلقه                                                 |
| ۸    | چه می‌شد اگر... انتقام‌جویان در سال ۱۶۰۲ م. گرد هم می‌آمدند؟          | کاپیتان کارتر تلاش می‌کند تا ناهنجاری را که قهرمانان و تبهکاران آشنا را در سال ۱۶۰۲ م. درگیر می کند، از بین ببرد.                   |
| ۹    | چه می‌شد اگر... استرنج سوپریم مداخله می‌کرد؟                         | استرنج در مقابل یک حریف از پگی می‌خواهد درخواست کمک می‌کند. اما این جادوگر دیوانه از دوست قدیمی خود رازی پنهان می‌کند.                |

‌فصل ۳ (زمان انتشار نامعلوم)

## بازیگران و شخصیت‌ها

### اصلی
- جفری رایت (بازیگر) به عنوان آتو / ناظر: موجودی غیر زمینی است که چندگانگی را مشاهده می‌کند و گهگاه با وقایع مداخله می‌کند.

### مهمان
- هایلی اتول درنقش پگی کارتر کاپیتان کارتر[۲]
- چادویک بوزمن درنقش ت'چالا / استار-لرد[۲]
- میک وینگرت در نقش مرد آهنی
- بندیکت کامبربچ در نقش دکتر استرنج[۲]
- جاش برولین درنقش تانوس[۲]
- دومینیک کوپر درنقش هاوارد استارک[۲]
- مایکل داگلاس درنقش هنک پیم[۲]
- کارن گیلان درنقش نبیولا[۲]
- جف گلدبلوم درنقش گرندمستر[۲]
- شان گان درنقش کراگلین[۲]
- کریس همسورث درنقش ثور[۲]
- تام هیدلستون درنقش لوکی[۲]
- جایمن هانسو درنقش کوراث تعقیب کننده[۲]
- ساموئل ال. جکسون درنقش نیک فیوری[۲]
- توبی جونز درنقش آرنیم زولا[۲]
- مایکل بی.جردن درنقش اریک کیلمونگر[۲]
- تیلدا سوینتن درنقش انشنت وان[۲]
- مدس میکلسن در نقش کایسیلیوس[۲]
- نیال مک‌دوناف درنقش دام دام دوگان[۲]
- ناتالی پورتمن درنقش جین فاستر[۲]
- جرمی رنر درنقش کلینت بارتون / شاهین‌چشم[۲]
- مایکل روکر درنقش یاندو[۲]
- پل راد درنقش اسکات لنگ / مرد مورچه‌ای[۲]
- مارک روفالو درنقش بروس بنر / هالک[۲]
- سباستین استن درنقش جیمز «باکی» بارنز / سرباز زمستان[۲]
- تایکا وایتیتی درنقش کورگ[۲]
- اوانجلین لیلی در نقش هوپ ون داین/واسپ[۲]
- پل بتانی در نقش ویژن[۲]
- جان فاورو در نقش هپی هوگان[۲]
- دانای گوریرا در نقش اوکوی[۲]
- امیلی ونکمپ در نقش شارون کارتر[۲]
- هادسون تیمز در نقش مرد عنکبوتی[۲]
- جاش کیتون در نقش استیو راجرز

## تولید

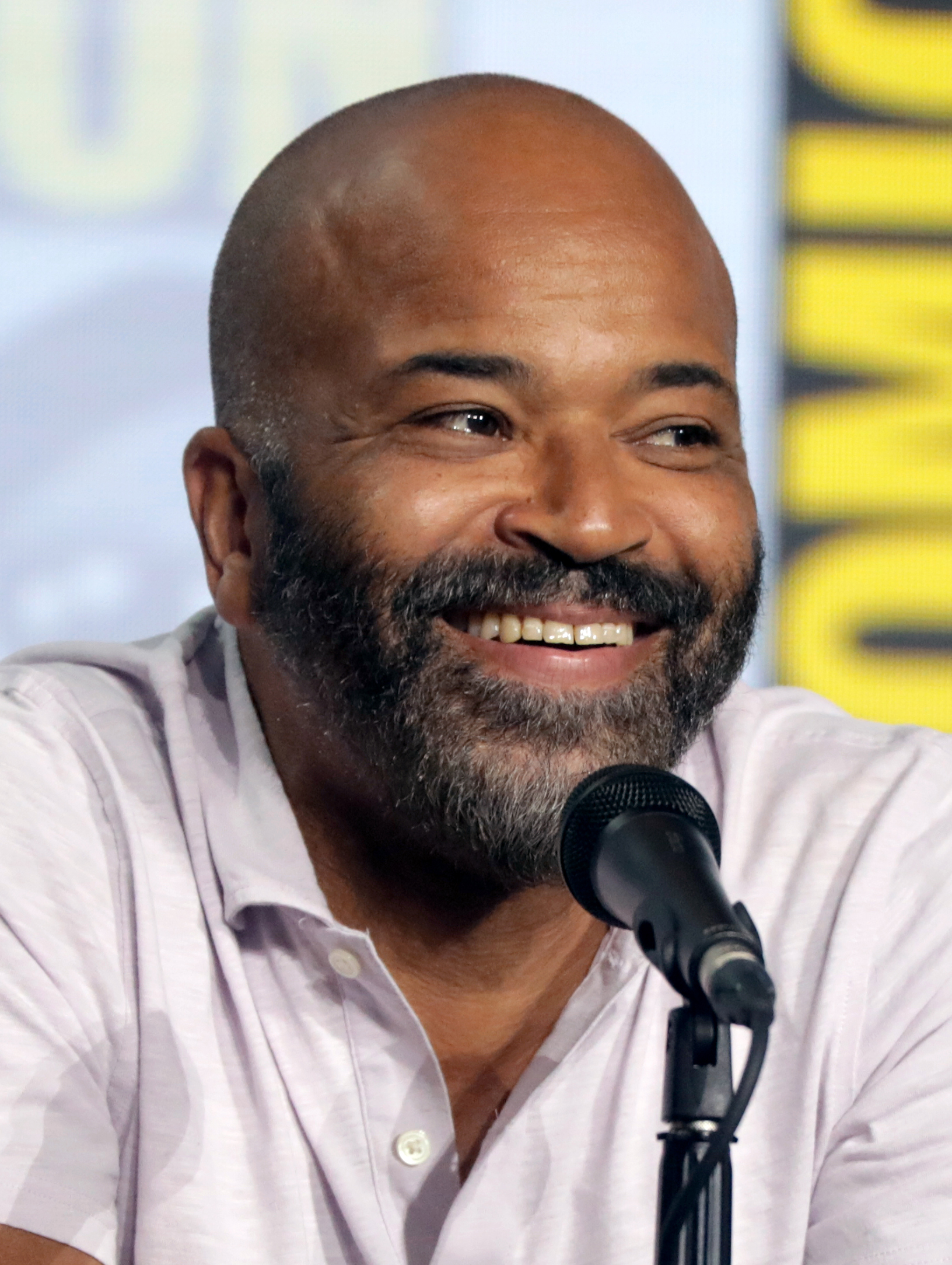
جفری رایت راوی فصل اول.

### توسعه
در سپتامبر ۲۰۱۸، گزارش شد که مارول استودیوز در حال توسعه چند سریال برای سرویس استریم دیزنی به نام،ج دیزنی+ است؛ کوین فایگی، رئیس استودیوی مارول قرار بود «کنشی دستی» در هر سریال توسعه بدهد، با تمرکز روی «اداره کردن» بازیگرانی که از این فیلم‌ها نقش آفرینی مجدد می‌کردند. تا مارس ۲۰۱۹، مارول استودیوز قصد داشت یک سریال انیمیشنی را بر اساس کمیک‌های چه می‌شود اگر … ؟ برای دیزنی + تولید کند. این مجموعه آنتولوژی، توسط فایگی تولید می‌شود، نحوه تغییر MCU در صورت وقوع وقایع متفاوت است، مانند اینکه لوکی چکش ثور یعنی، میولنیر، را کشف می‌کند. امید این بود که بازیگرانی که شخصیت‌های MCU را بازی می‌کنند، در این سریال نیز صداپیشگی کنند. یک ماه بعد، دیزنی و مارول رسماً تولید این سریال را اعلام کردند.

### نویسندگی
فایگی با اعلام این سریال توضیح داد که رویدادهایی که به صورت تغییر داده می‌شوند، «لحظه‌های مهم» از سراسر MCU خواهد بود. وی فاش کرد که به عنوان مثال قسمت اول پگی کارتر درحال گرفتن سرم ابرسرباز به جای استیو راجرز است. ای سی بردلی به عنوان سرپرست نویسنده سریال فعالیت می‌کند.

### انتخاب بازیگر
برنامه مارول برای این سریال این بود که بازیگرانی که کاراکترهای فیلمهای MCU را بازیگری می‌کنند، نقشهای خود را در این سریال تکرار کنند. در کامیک-کان بین‌المللی سن دیگو در ژوئیه ۲۰۱۹، فایگی فهرستی از بازیگران این سریال را فاش کرد که شامل مایکل بی.جردن درنقش کیلمونگر، سباستین استن درنقش باکی بارنز، جاش برولین درنقش تانوس، مارک روفالو درنقش بروس بنر / هالک، تام هیدلستون درنقش لوکی، ساموئل ال جکسون درنقش نیک فیوری، کریس همسورث درنقش ثور، هایلی اتول درنقش پگی کارتر، چادویک بوزمن درنقش پلنگ سیاه، کارن گیلان درنقش نیبولا، جرمی رنر درنقش کلینت بارتون / شاهین‌چشم، پل راد درنقش اسکات لنگ / مرد مورچه‌ای، مایکل داگلاس درنقش هنک پیم، نیال مک‌دوناف درنقش دام دام دوگان، دومینیک کوپر درنقش هاوارد استارک، شان گان به عنوان کراگلین، ناتالی پورتمن درنقش جین فاستر، تایکا وایتیتی به عنوان کورگ، توبی جونز درنقش آرنیم زولا، جایمن هانسو درنقش کوراث، جف گلدبلوم درنقش گرندمستر، و مایکل روکر درنقش یاندو. فایگی همچنین اعلام کرد جفری رایت درنقش ناظر بازیگر راوی و نقش اول سریال شده‌است.

### ضبط
در اوت ۲۰۱۹، اتول فاش کرد که ضبط صدا برای این سریال از قبل آغاز شده‌است، زیرا خطوط خود را برای نقش کارتر ثبت کرده‌است.

### انیمیشن
این سریال، به کارگردانی برایان اندروز، یک سبک انیمیشن سل-سایه دار، با شباهت شخصیت‌ها به بازیگران این فیلم‌ها ارائه می‌دهد.

## پخش
چه می‌شود اگر … ؟، و شامل ۹ قسمت خواهد بود، که هر قسمت برای یکی از فیلم‌های «حماسه ابدیت» (سه فاز اول) است. قسمت‌ها به‌صورت هفتگی و به‌طور هم‌زمان منتشر می‌شوند.